# You Can't Hurry Love
«You Can't Hurry Love» es una canción de 1966 originalmente grabada por The Supremes en el sello Motown.
Escrita y producida por el equipo de producción de Motown Holland-Dozier-Holland, la canción alcanzó el primer lugar de la lista estadounidense Billboard, estuvo entre los primeros 5 en Reino Unido, y entre los primeros 10 en las listas australianas. Fue lanzado y alcanzó su mayor popularidad entre finales de verano y principios de otoño en 1966.
Dieciséis años más tarde, se convirtió en el éxito número uno en Reino Unido cuando Phil Collins regrabó la canción. Permaneció como número uno las listas del Reino Unido durante dos semanas a principios de enero de 1983 y alcanzó el puesto número 10 en las listas en Estados Unidos ese mismo mes.
Dos años antes, en 1981, apareció como cara B del sesillo Rock this town de la banda norteamericana de Rockabilly Stray Cats. El plástico alcanzó el top 10 en UK y varios países de Europa lo que contribuyó a revivir la popularidad de la canción. 
La revista Billboard la nombró como la canción #19 en su lista de 100 Grandes Éxitos de Grupos Femeninos de todos los tiempos.